# Gudum (Aalborg Kommune)
 For alternative betydninger, se Gudum. (Se også artikler, som begynder med Gudum)
Gudum er en landsby i det nordlige Himmerland med 121 indbyggere (2008). Gudum er beliggende nær Romdrup Å to kilometer nord for Vårst, fem kilometer sydvest for Gudumholm og 18 kilometer sydøst for Aalborg. Landsbyen hører under Aalborg Kommune og er beliggende i Gudum Sogn.
Gudum er beliggende på et stejlt bakkedrag med en meget flot middelalderkirke. Gudum Kirke er beliggende på landsbyens højeste punkt med udsigt over landsbyen mod syd. Landsbyen er beliggende omkring vejkryds centralt i byen med bebyggelse primært mod nord og øst. Ved vejkrydset op mod kirkens indgang ses ”natur-kunst”. Bebyggelsen har en blandet stil med parcelhuse, landarbejderhuse og i byens udkanter nedlagte husmandssteder. Gudums omgivelser er typisk landsbrugslandskab.